# Lumír Sedláček
Lumír Sedláček (ur. 13 czerwca 1978 w Czeskich Budziejowicach) – czeski piłkarz grający na pozycji obrońcy.
Jest wychowankiem Slezský FC Opava, grał także w Slavii Praga, FC Hradec Králové, SK České Budějovice, oraz w Dyskobolii Grodzisk Wielkopolski, Wiśle Płock, Polonii Warszawa i Piaście Gliwice.
W polskiej Ekstraklasie rozegrał 96 meczów i strzelił 4 bramki.
Z Wisłą Płock zdobył w 2006 roku Puchar i Superpuchar Polski.